# Moringa pygmaea
Espèce
Classification phylogénétique
Moringa pygmaea est une espèce de plante de la famille des Moringaceae. Ce sont les plus petites plantes du genre Moringa.
C'est une plante herbacée tubéreuse à feuilles tripennées et fleurs jaunes. Découverte en 1980, on la croyait disparue mais fut redécouverte en 2001.